# Leonhard Moog
Leonhard Moog (* 11. Oktober 1882 in Ansbach; † 6. Januar 1962 in München) war ein deutscher Politiker (DDP, LDPD) und von 1946 bis 1950 Finanzminister des Landes Thüringen. Er wurde 1950 in einem Schauprozess der DDR in Abwesenheit zu einer hohen Zuchthausstrafe verurteilt.

## Leben
Leonhard Moog besuchte die Volksschule und die Handelsschule und machte danach eine kaufmännische Lehre. Danach war er als Kaufmann und Handelsvertreter tätig.
1899 trat er der Deutschen Angestellten Gewerkschaft bei, dem späteren Gewerkschaftsbund der Angestellten (Teil der liberalen Hirsch-Dunckerschen Gewerkvereine) und war von 1920 bis 1933 dessen Gauvorsteher (Vorsitzender) in Thüringen.

## Politik
Leonhard Moog war aufgrund seiner liberalen Überzeugungen seit 1919 Mitglied der Deutschen Demokratischen Partei und für seine Partei 1919 bis 1933 Stadtverordneter in Weimar. 1925 bis 1930 war er Abgeordneter im Thüringer Landtag. Wegen der Selbstauflösung der Deutschen Staatspartei (dies war ab 1930 der Name der DDP) nach der Machtergreifung der Nationalsozialisten 1933 konnte er seine politische Arbeit nicht mehr fortsetzen.
Nach dem Zweiten Weltkrieg war Moog Mitbegründer der Demokratischen Partei Thüringens, die später in LDPD umbenannt wurde. Am 29. Juli 1945 wurde er auf der ersten Landesausschusssitzung zum Landesvorsitzenden seiner Partei gewählt. Bei den halbfreien Landtagswahlen in der SBZ 1946 wurde Leonhard Moog in den Thüringer Landtag gewählt.
Im Juni 1945 wurde er von der amerikanischen Besatzungsmacht zum Direktor des Landesamtes für Finanzen der Provinzialverwaltung Thüringen (Finanzminister) im Kabinett Brill ernannt. Im Juli 1945 wurde er von der sowjetischen Besatzungsmacht in diesem Amt bestätigt (Kabinett Paul I). Von Dezember 1946 bis Januar 1950 trug er auch offiziell den Titel eines thüringischen Finanzministers (Kabinett Paul II und Kabinett Eggerath I).
Von 1945 bis 1950 war Leonhard Moog Mitglied des Zentralvorstandes der LDPD. Bis 1948 war er dort stellvertretender Vorsitzender und 1948 bis Februar 1949 (Mit-)Vorsitzender.
1948 wurde Leonhard Moog in den 1. Deutschen Volksrat und später in die vorläufige Volkskammer entsandt. Bei den nach Einheitslisten als Scheinwahlen durchgeführten Landtagswahlen in der DDR 1950 wurde er als Landtagsabgeordneter bestätigt.

## Flucht und Schauprozess in der DDR
Anfang 1950 eskalierten die Angriffe der SED gegen Leonhard Moog. In der SED-Presse wurde Moog wegen „Spionagediensten für den Westen“ angegriffen und ihm später im Prozess Schädlingstätigkeit gegen den „Steuer- und Finanzapparat“ vorgeworfen. Um der Verhaftung zu entgehen, musste Moog im Januar 1950 nach West-Berlin fliehen, wo er am 18. Januar 1950 seinen Rücktritt als Minister erklärte.
In der Folge kam es in Abwesenheit zu einem Schauprozess gegen Moog. Am 8. Dezember 1950 wurde Moog durch das Oberste Gericht der DDR, nach persönlicher Begutachtung und Absegnung der Anklageschrift durch Walter Ulbricht, wegen „finanzieller Schädigung des Landes Thüringen“, zu einer hohen Zuchthausstrafe verurteilt.